# Hrabstwo Jackson (Karolina Północna)
Hrabstwo Jackson (ang. Jackson County) – hrabstwo w stanie Karolina Północna w Stanach Zjednoczonych.

## Geografia
Według spisu z 2000 roku obszar całkowity hrabstwa obejmuje powierzchnię 494 mil2 (1279,45 km²), z czego 490 mil2 (1269,09 km²) stanowią lądy, a 4 mile2 (10,36 km²) stanowią wody. Według szacunków United States Census Bureau w roku 2012 miało 40 448 mieszkańców. Jego siedzibą administracyjną jest Sylva.

### Miasta
- Dillsboro
- Sylva
- Webster

### CDP
- Cashiers
- Cullowhee
- Glenville
- Forest Hills (wieś)